# Денисюк Павло Олександрович
Павло Олександрович Денисюк — старшина Збройних сил України, учасник російсько-української війни, що загинув у ході російського вторгнення в Україну в 2022 році.

## Життєпис
Павло Денисюк народився 1978 року в селі Барашівка на Житомирщині. Загинув 11 березня 2022 року. Чин прощання відбувся 13 березня 2022 року в рідному селі Березівської сільської територіальної громади Житомирського району Житомирської області. 21 жовтня 2022 року мер Житомира Сергій Сухомлин вручив орден «За мужність» рідним та близьким загиблого.

## Нагороди
- орден «За мужність» III ступеня (2022, посмертно) — за особисту мужність і самовіддані дії, виявлені у захисті державного суверенітету та територіальної цілісності України, вірність військовій присязі[4].